# 斗争人民组织

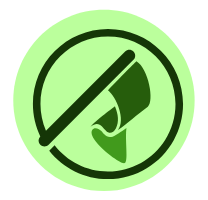
斗争人民组织标志

斗争人民组织（法語：Organisation du peuple en lutte，缩写为OPL；海地克里奥尔语：Òganizasyon Pèp Kap Lité）是海地的一个中间派政党。该党成立于1991年，当时取名为拉瓦拉斯政治组织。1996年，该党改用现名。该党的意识形态是社会民主主义、第三条道路。该党的主席是Pierre Etienne。该党的总部位于太子港。该党是圣保罗论坛和拉美加勒比政党常设会议的成员以及社会党国际的观察员党。